# Гуїльмі
Гуїльмі, Ґуїльмі (італ. Guilmi) — муніципалітет в Італії, у регіоні Абруццо, провінція К'єті.
Гуїльмі розташоване на відстані близько 170 км на схід від Рима, 100 км на південний схід від Л'Аквіли, 50 км на південний схід від К'єті.
Населення — 428 осіб (2014).

## Демографія
Населення за роками:

Станом на 1 січня 2023 року в муніципалітеті офіційно проживали 24 іноземці з 8 країн, серед них 3 громадяни країн Євросоюзу.

## Сусідні муніципалітети
- Атесса
- Карпінето-Сінелло
- Монтаццолі
- Роккаспінальветі